# Quetta Shura
Die Quetta Shura (deutsch: Quetta Beratung) ist eine militante, afghanische Organisation der Taliban mit Basis in Quetta, die von Mohammed Omar geführt wurde. Sie entstand aus den Resten der 2001 gestürzten Taliban-Regierung von Afghanistan.
Sie dehnte 2010 ihr Einflussgebiet auf Kosten anderer islamistischer Organisationen in Afghanistan aus.
Die afghanische Regierung unter Hamid Karzai bemühte sich 2010 um einen Dialog mit der Gruppierung und versuchte einige ihrer Angehörigen, unter anderem Mohammed Omar selbst, von der Terrorliste der UNO streichen zu lassen. Die Gruppe verhandelte im Herbst 2010 mit der afghanischen Regierung über Frieden und eine mögliche Beteiligung an der Regierung.